# Geistown
Geistown es un borough ubicado en el condado de Cambria en el estado estadounidense de Pensilvania. En el año 2000 tenía una población de 2,555 habitantes y una densidad poblacional de 913 personas por km².

## Geografía
Geistown se encuentra ubicado en las coordenadas 40°17′40″N 78°52′26″O / 40.29444, -78.87389.

## Demografía
Según la Oficina del Censo en 2000 los ingresos medios por hogar en la localidad eran de $33,646 y los ingresos medios por familia eran $47,049. Los hombres tenían unos ingresos medios de $32,478 frente a los $22,134 para las mujeres. La renta per cápita para la localidad era de $21,002. Alrededor del 6.5% de la población estaba por debajo del umbral de pobreza.